# Webberville
Webberville – wieś w Stanach Zjednoczonych, w stanie Teksas, w hrabstwie Travis.